# Susan Rita Schrepfer
Pour les articles homonymes, voir Schrepfer.
Susan Rita Schrepfer (née le 3 octobre 1941  à San Francisco et morte le 3 mars 2014 à New Brunswick au New Jersey) est une historienne américaine spécialiste de la forêt. Elle « a enseigné à plusieurs générations d'historiens de l'environnement comment voir la forêt et les arbres. »

## Biographie
Après avoir étudié à l'université de Californie à Santa Barbara et à l'université de Californie à Riverside elle a fait la majeure partie de sa carrière comme professeur d'histoire à l'université Rutgers, à New Brunswick. Elle est également directrice de l'Institute for Secondary Teachers de la même université. 
Son œuvre majeure est The Fight to Save the Redwoods, qui lui vaut le prix de la Forest History Society pour le meilleur livre relatif à l'histoire environnementale et de préservation de la forêt. 
Elle a également co-édité avec Philip Scranton (Board of Governors Professor of History at Rutgers University, and Director of Research at the Hagley Museum and Library) l'ouvrage : Industrializing Organisms: Introducing Evolutionary History.

## Publications
(novembre 2018).
- (en) Susan R. Schrepfer, The Fight to Save the Redwoods : A History of the Environmental Reform, 1917–1978, 2003, 358 p. (ISBN 978-0-299-08853-8, lire en ligne), p. 324
- (en) Susan R. Schrepfer, Nature’s Altars : Mountains, Gender, and American Environmentalism, University Press of Kanvas, 2005 (présentation en ligne).
- (en) Susan R. Schrepfer, Edwin van Horn Larson et Elwood R. Maunder, A History of the Northeastern Forest Experiment Station, 1923 to 1973, 1973, 52 p. (lire en ligne).
- (en) Susan R. Schrepfer, « stablishing Administrative 'Standing': The Sierra Club and the Forest Service, 1897-1956 », The Pacific Historical Review, vol. 58, no 1,‎ 1989 (lire en ligne, consulté le 9 juillet 2021).
- (en) Susan R. Schrepfer, « The Nuclear Crucible: Diablo Canyon and the Transformation of the Sierra Club, 1965-1985 », CALIF HIST, vol. 71, no 2,‎ été 1992, p. 212-237.

- Edward Clayton Crafts (1910 - 1980), entretien historique conduit en 1971 par Susan R. Schrepfer. Transcription finale. Assistant chief, U.S. Forest Service, 1950-62; director, Bureau of Outdoor Recreation, 1962-69. Discusses youth and education; Fort Valley Forest and Range Experiment Station, Arizona; grazing; wildlife; politics; multiple use; Weeks Act, 1911; New Deal; recreation; National Park Service; economics; taxation; public regulation of private timber practices; Oregon and California ("O & C") railroad lands controversy; legislation; 1960 Multiple Use Act; mining; Bitterroot National Forest, Montana, controversy. Produit par la Forest History Society. Avec le soutien du U.S. Forest Service. xiv + 188 pages[7].
- Richard M. Leonard mountaineer, lawyer, environmentalist, interview avec Susan R. Schrepfer. The Bancroft Library, University of California, Berkeley, 1972[8]